# Horst Beinlich
Horst Beinlich (né le 28 décembre 1947 à Ollnborg) est un égyptologue allemand.

## Carrière
Après avoir obtenu son doctorat en 1974 à Heidelberg et son habilitation en 1983 à Wurtzbourg, il devient professeur à Wurtzbourg. En 2015, il se voit décerner le « Pro Academia Prize » pour ses trente années de travail sur le Livre du Fayoum.

## Publications
- en tant qu'éditeur Jochen Hallof, Auf den Spuren des Sobek. Festschrift für Horst Beinlich zum 28. Dezember 2012, (= Studien zu den Ritualszenen altägyptischer Tempel, Band 12), Röll, Dettelbach 2012,  (ISBN 978-3-89754-424-6).